# Domenico Severin
Domenico Severin (* 1967) ist ein italienischer Organist.

## Leben

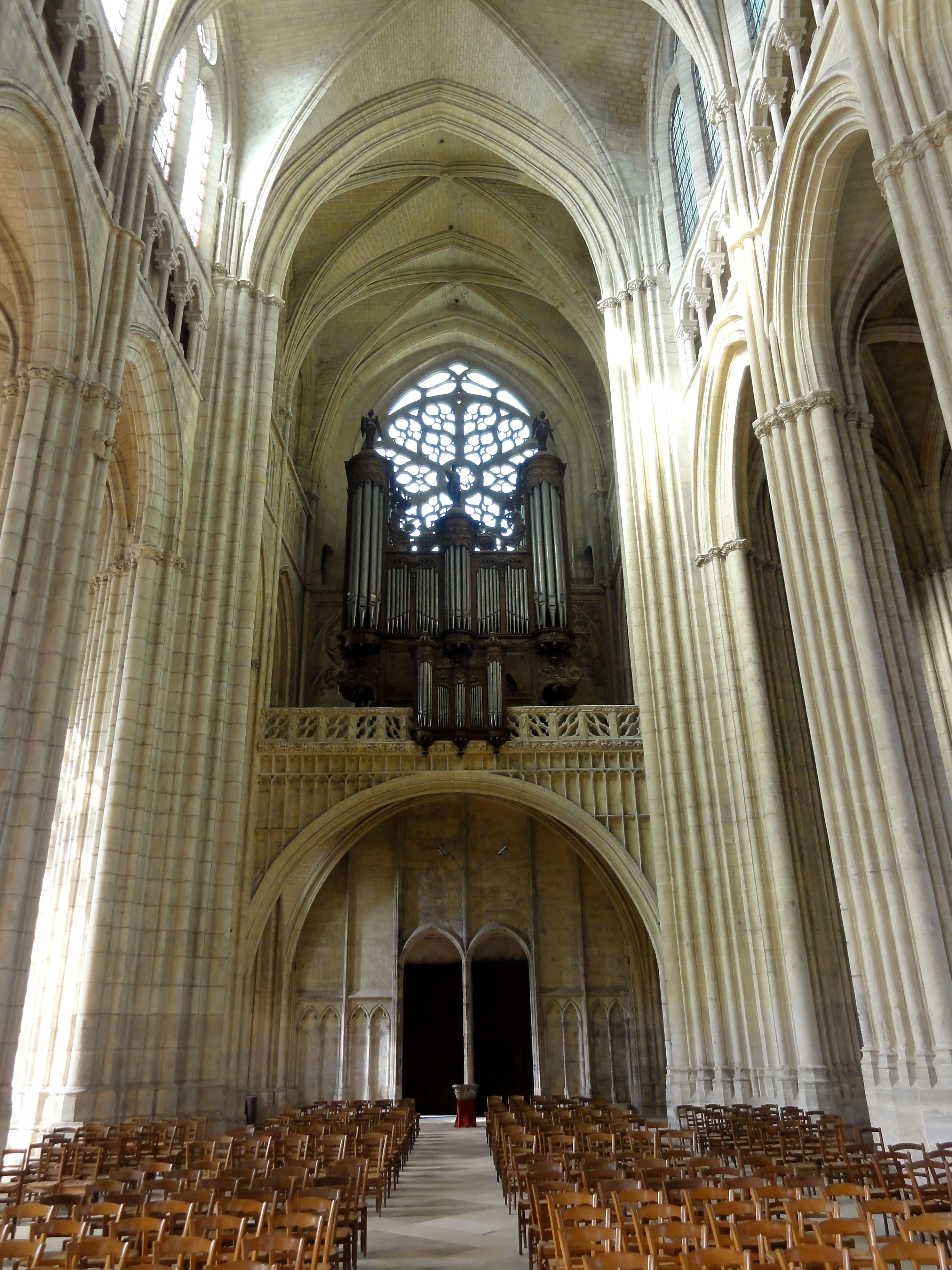
Wirkungsstätte Severins: Kathedrale Saint-Étienne in Meaux

Severin studierte Orgel bei Sergio de Pieri am Conservatorio Benedetto Marcello in Venedig und Musiktheorie am Konservatorium von Boulogne-Billancourt bei Naji Hakim. Er besuchte Meisterkurse bei Michael Radulescu, Harald Vogel, Marie Zacher, Michel Chapius, Marie-Claire Alain, Pierre Cogen, Daniel Roth, Arturo Sacchetti, Luigi Ferdinando Tagliavini,  Lionel Rogg und Guy Bovet. Er ist Titularorganist an der großen Orgel der Kathedrale St. Etienne in Meaux.
Severin nahm an zahlreichen internationalen Orgelfestivals in Europa und den USA teil und trat als Konzertorganist in China, Hongkong und Südafrika auf. Ein Schwerpunkt seines Repertoires ist die wenig bekannte italienische Orgelmusik des 19. und frühen 20. Jahrhunderts. Zudem legte er ein Gesamtaufnahme der Orgelwerke César Francks vor. Er trat auch als Komponist hervor, verfasste einen Essay über die Registrierpraxis der europäischen Orgelmusik und ist künstlerischer Leiter des von ihm gegründeten CD-Labels Appassionato.